# Litteraturåret 2019
Denna artikel sammanställer viktiga litterära händelser under år 2019.

## Årets händelser
- 2 februari – den amerikanske författaren J.D. Salingers familj tillkännager i en intervju med den brittiska tidningen The Guardian att Salinger lämnat efter sig en stor mängd opublicerade litterära verk vid sin död 2010, verk som förbereds för utgivning.[1]
- 10 oktober – Nobelpristagarna i litteratur tillkännages. Två pris delas ut, ett för 2018 till Olga Tokarczuk [2] och ett för 2019 till Peter Handke.[3] Valet av Handke kritiserades hårt från många håll och ledde till en hätsk polemik på grund av Handkes stöd till Serbien under kriget i Jugoslavien och flera relaterade uttalanden.[4][5]

## Priser och utmärkelser
- Aniarapriset – Mirja Unge
- Bookerpriset - Margaret Atwood och Bernardine Evaristo[6]
- Borås Tidnings debutantpris – Wera von Essen för romanen En debutants dagbok (”För en nonchalant och stilsäker berättelse som med dagbokens logik utforskar villkor och gränser för skapande”).[7]
- De Nios stora pris – Ola Larsmo
- Franz Kafka-priset – Pierre Michon
- Gerard Bonniers lyrikpris – Mara Lee för Kärleken och hatet
- John Landquists pris – Ulrika Milles
- Jolopriset – Tom Alandh
- Litteraturpriset till Astrid Lindgrens minne – Bart Moeyaert, Belgien
- Lotten von Kræmers pris – Anna-Karin Palm och Anna Nordlund
- Peter Pan-priset – Bonnie-Sue Hitchcoch för Doften av ett hem i översättning av Helena Hansson
- Piratenpriset – Fredrik Backman
- Signe Ekblad-Eldhs pris – Jonas Hassen Khemiri
- Stiftelsen Selma Lagerlöfs litteraturpris – Kristina Sandberg
- Stig Dagermanpriset – Britta Marakatt-Labba
- Svenska Akademiens nordiska pris – Karl Ove Knausgård
- Svenska förläggareföreningens hederspris – Jan Stolpe[8]
- Sveriges Radios lyrikpris – Matilda Södergran för Överlevorna[9]
- Sveriges Radios novellpris – Annika Norlin för novellen Mattan[9]
- Sveriges Radios romanpris – Sara Stridsberg för Kärlekens Antarktis
- Tollanderska priset – Tuva Korsström
- Övralidspriset – Niklas Rådström

## Årets böcker

### Skönlitteratur

#### Romaner/noveller
- Susanna Alakoski – Bomullsängeln
- Inger Alfvén – Tvilling
- Lars Andersson – De Gaulles dotter och kommissarie Ringer
- Margaret Atwood – Gileads döttrar
- Aase Berg – Haggan
- Linda Boström Knausgård – Oktoberbarn
- Åke Edwardson – Bungalow
- Lena Einhorn – Den tunna isen
- Torbjörn Elensky – Eldungen
- Monika Fagerholm – Vem dödade Bambi?
- Torbjörn Flygt – Släkte
- Tove Folkesson – Hennes ord
- Beate Grimsrud – Jag föreslår att vi vaknar
- Lars Gustafsson – Dr Weiss sista uppdrag
- Kolbjörn Guwallius – Kloaksajterna
- Michel Houellebecq – Serotonin
- Nils Håkanson – Den blinde konungens spira
- Anna Jansson – Dotter saknad
- Jonas Karlsson – Regnmannen
- Karl Ove Knausgård – Fåglarna under himlen
- David Lagercrantz – Hon som måste dö
- Agnes Lidbeck – Gå förlorad
- Eva-Marie Liffner – Vem kan segla
- Lotta Lundberg – Den första kvinnan
- Ulf Lundell – Vardagar 2
- Tom Malmquist – All den luft som omger oss
- Ian McEwan – Maskiner som jag
- Jo Nesbø – Kniv
- Håkan Nesser – Halvmördaren
- Elin Olofsson – Herravälde
- Anna-Karin Palm – Lekplats
- Karolina Ramqvist – Björnkvinnan
- Salman Rushdie – Quichotte
- Steve Sem-Sandberg – W
- Amanda Svensson – Ett system så magnifikt att det bländar
- Katarina Wennstam – Vargen
- Sara Villius – Madonna
- Lina Wolff – Köttets tid
- Klas Östergren – Hilde

#### Lyrik
- Eva-Stina Byggmästar – Nattmusik för dagsländor
- Kjell Espmark – Kvällens frihet
- Athena Farrokhzad – I rörelse
- Ann Jäderlund – Ensamtal
- Lennart Sjögren – I grenverket
- Göran Sonnevi – Det osynliga motstyckets bok

### Sakprosa
- Gunnar Bolin – Hovjuvelerarens barn. En berättelse om en släkt i skuggan av tre diktaturer
- Christian Catomeris, Knut Kainz Rognerud – Svenska Akademien. Makten kvinnorna och pengarna
- Matilda Gustavsson – Klubben
- Dick Harrison – Brittiska imperiet: Uppgång och fall
- Karl Ove Knausgård – Oavsiktligt. Om att läsa och skriva
- Lisbeth Larsson – Märkvärdiga svenska kvinnor. 200 kvinnor som förändrat våra liv
- Herman Lindqvist – Sverige-Polen, 1000 år av krig och kärlek
- Svante Nordin – Sveriges moderna historia
- Martin Schibbye – Jakten på Dawit
- Patrik Svensson – Ålevangeliet
- Ola Wikander – Ett hav i mäktig rörelse. Om de semitiska språken
- Ebba Witt-Brattström – Historiens metoo-vrål

#### Biografi/självbiografi
- Gunnar Broberg – Mannen som ordnade naturen. En biografi över Carl von Linné
- Ernst Brunner – Likt ett skeleton. Johan Helmich Roman – hans liv
- Carina Burman – Bellman. Biografin
- Ingrid Carlberg – Nobel. Den gåtfulle Alfred, hans värld och hans pris
- Katarina Frostenson – K
- Ulrika Milles – Ensamvargar. Stig Ahlgrens 1900-tal
- Martin Kylhammar – Ett hemligt liv. Verner von Heidenstam och Kate Bang
- Lars Nilsson – Underlivstankar 1 – Tankar under livet
- Lars Nilsson – Underlivstankar 2 – Tankar om underbara liv
- Lars Nilsson – Underlivstankar 3 – Tankar om livets under
- Anna-Karin Palm – Jag vill sätta världen i rörelse. En biografi över Selma Lagerlöf
- Per Wästberg – Bo Grandien. Diktare, reporter, forskare

#### Samling av tal
- Greta Thunberg – No One is Too Small to Make a Difference

## Avlidna
- 3 januari – Christine de Rivoyre, 97, fransk författare och journalist.
- 12 januari – Benkt-Erik Hedin, 84, svensk författare och översättare.
- 18 januari – Hans Erik Engqvist, 84, svensk författare.
- 19 januari – May Menassa, 79, libanesisk författare och journalist.
- 25 januari – Jarl Hammarberg, 78, svensk författare och esperantist.
- 29 januari – Jane Aamund, 82, dansk författare.
- 29 april – Les Murray, 80, australisk poet.
- 22 maj – Judith Kerr, 95, brittisk författare och illustratör.[10]
- 5 augusti – Toni Morrison, 88, amerikansk författare, nobelpristagare i litteratur 1993.
- 13 september – György Konrád, 86, ungersk författare.
- 12 oktober – Sara Danius, svensk professor, författare och tidigare ständig sekreterare i Svenska Akademien.
- 14 oktober – Harold Bloom, 89, amerikansk litteraturvetare.[11]
- 30 oktober – Beatrice Faust, 80, australisk författare och kvinnosaksförespråkare.